# Esteban Garcia
 (octobre 2022).
Si vous disposez d'ouvrages ou d'articles de référence ou si vous connaissez des sites web de qualité traitant du thème abordé ici, merci de compléter l'article en donnant les références utiles à sa vérifiabilité et en les liant à la section « Notes et références ».
Esteban Garcia, né le 7 décembre 1970, à Lausanne en Suisse, est un entrepreneur suisse, propriétaire de l’écurie de sport automobile Realteam Racing.
En tant que Gentleman driver, il participe au volant de voitures de Sport-prototype à des compétitions telles que le Championnat du monde d'endurance, l'European Le Mans Series et la Michelin Le Mans Cup. Esteban Garcia est également propriétaire de l'écurie de voile Realteam Sailing avec laquelle il a remporté de nombreuses courses et notamment le célèbre Bol d’Or Mirabaud en 2012 ainsi que le TF35 Trophy en 2021.

## Carrière professionnelle
Esteban Garcia est fondateur et président de la société Realstone SA, direction de fonds de placement immobilier suisse[réf. nécessaire].

## Carrière sportive

### Realteam Racing
L’écurie suisse Realteam Racing, fondée en 2013 par Esteban Garcia, évolue au sein du Championnat du monde d'Endurance FIA WEC.

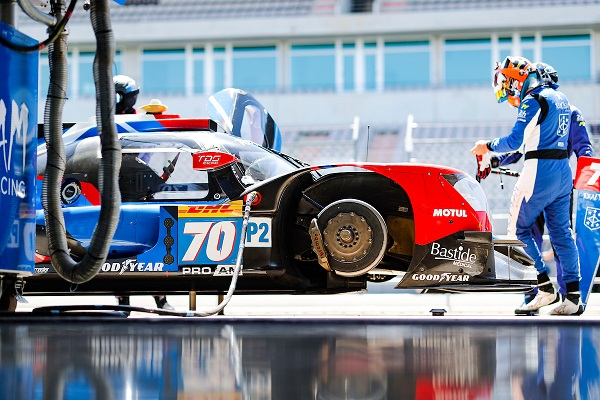
Realteam Racing s’impose en LMP2 Pro-Am lors des 8 Heures de Portimão 2021

Après de nombreuses années en Formule Renault, Esteban Garcia décide de sauter le pas vers les Sport-prototype de catégorie LMP3. Il s’engage ainsi dans le Championnat VdeV en 2018 au sein de l'écurie française Graff avec comme coéquipiers les pilotes suisses Sébastien Page et Luis Sanjuan au volant d'une Ligier JS P3.
En 2020, à la suite du changement de réglementation de la catégorie LMP3, l'écurie Realteam Racing doit choisir entre les quatre modèles de voitures homologuées. Le choix se porte finalement sur la ligier JS P320. Un changement majeur est également réalisé en confiant le support technique de l’écurie à TDS Racing. Esteban Garcia participe ainsi au championnat European Le Mans Series avec comme copilote, le suisse David Droux ainsi qu’au Road to Le Mans, dans le cadre du championnat Michelin Le Mans Cup. Esteban Garcia ne participe pas à la dernière course de l'European Le Mans Series, les 4 Heures de Portimão, et se fait remplacer par le pilote franco-algérien Julien Gerbi.
En 2021, Esteban Garcia continue sa progression et s'engage dans le Championnat du monde d'endurance dans la catégorie LMP2 au volant d'une Oreca 07 et avec pour coéquipiers les expérimentés pilotes français Norman Nato et Loïc Duval.
Après une troisième place en catégorie LMP3 en European Le Mans Series en 2020, l'écurie Realteam Racing réalise une saison réussie en terminant vice-championne de sa catégorie LMP2 Pro/Am.

### Realteam Sailing
Dans le domaine de la voile, Realteam Sailing est une équipe renommée, décrochant les titres respectifs de champion suisse en catamaran D35, champion d’Europe en 2017 avec le GC32 à Foil et champion en bassin fermé du TF35 Trophy en 2021.

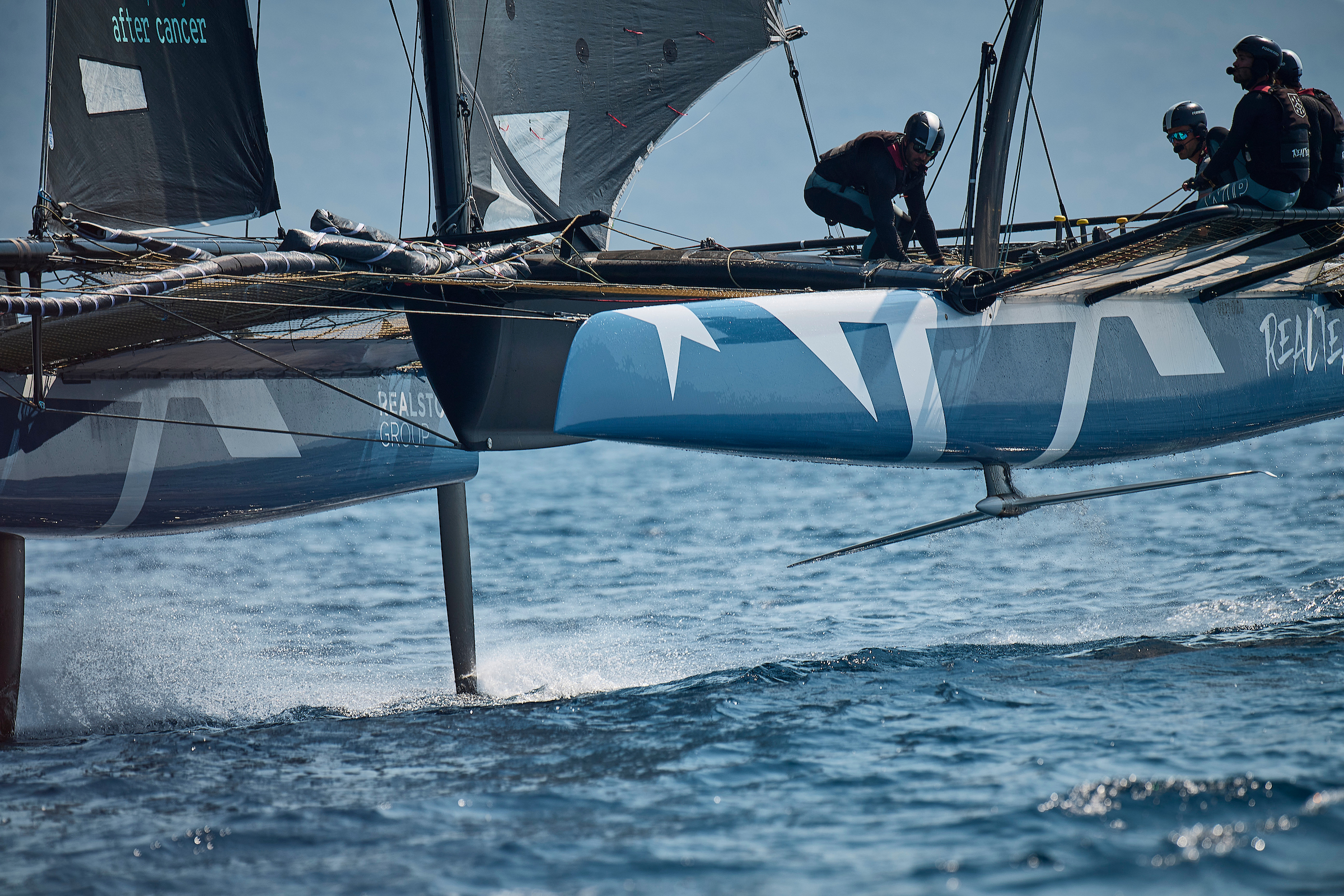
Realteam Sailing s'arrache la victoire du Grand Prix de Scarlino 2021

Fondée par Esteban Garcia en 2013, l’écurie professionnelle de voile Realteam Sailing s’est construite autour de l’équipage qui a remporté le championnat D35 et le Bol d’Or Mirabaud en 2012. Dirigée par son skipper Jérôme Clerc, Realteam Sailing obtient en 2014 une troisième place aux Extreme Sailing Series sur des Extreme 40.
Tout en restant sur le circuit D35, Realteam Sailing effectue une transition vers le foiling en naviguant depuis 2016 sur GC32 et Flying Phantom. En 2020, après avoir remporté le GC32 Racing Tour 2017 et être monté sur le podium des Swiss FP Series pendant trois années consécutives, Realteam Sailing s'engage dans le TF35 Trophy.
En 2021, Realteam Sailing remporte cette ultime régate et se voit sacrée vainqueur de la première saison du TF35 Trophy.

## Palmarès en compétition automobile

### Résultats aux24 Heures du Mans
| Année | Écurie          | Copilotes              | Voiture           | Classe | Tours | Pos. | Class Pos. |
| ----- | --------------- | ---------------------- | ----------------- | ------ | ----- | ---- | ---------- |
| 2021  | Realteam Racing | Loïc Duval Norman Nato | Oreca 07 - Gibson | LMP2   | 356   | 17e  | 12e        |

### Résultats enChampionnat du monde d'endurance
| Année | Écurie          | Châssis  | Moteur                              | Classe      | 1     | 2     | 3     | 4     | 5     | 6     | Position | Points |
| ----- | --------------- | -------- | ----------------------------------- | ----------- | ----- | ----- | ----- | ----- | ----- | ----- | -------- | ------ |
| 2021  | Realteam Racing | Oreca 07 | Gibson GK428 4,2 L V8 atmosphérique | LMP2 Pro/Am | SPA 2 | POR 1 | MNZ 3 | LMS 3 | BHR 2 | BHR 2 | 2e       | 146    |

### Résultats enEuropean Le Mans Series
| Année | Écurie          | Châssis        | Moteur                              | Classe | 1     | 2        | 3     | 4      | 5     | 6     | Position | Points |
| ----- | --------------- | -------------- | ----------------------------------- | ------ | ----- | -------- | ----- | ------ | ----- | ----- | -------- | ------ |
| 2019  | Realteam Racing | Norma M30      | Nissan VK50VE 5,0 L V8 Atmo         | LMP3   | LEC 7 | MON 4    | BAR 8 | SIL 11 | SPA 8 | POR 8 | 7e       | 31.5   |
| 2020  | Realteam Racing | Ligier JS P320 | Nissan VK56 5,6 L V8 Atmo           | LMP3   | LEC 4 | SPA Abd. | LEC 1 | MON 4  | POR   |       | 5e       | 50     |
| 2021  | Realteam Racing | Oreca 07       | Gibson GK428 4,2 L V8 atmosphérique | LMP2   | BAR   | RBR      | LEC   | MON 14 | SPA   | POR   |          |        |

### Résultats enMichelin Le Mans Cup
| Année | Écurie          | Châssis        | Moteur                    | Classe | 1   | 2   | 3   | 4     | 5      | 6   | 7   | Position | Points |
| ----- | --------------- | -------------- | ------------------------- | ------ | --- | --- | --- | ----- | ------ | --- | --- | -------- | ------ |
| 2020  | Realteam Racing | Ligier JS P320 | Nissan VK56 5,6 L V8 Atmo | LMP3   | LEC | SPA | LEC | LMS 9 | LMS 11 | MON | POR |          |        |

## Palmarès en compétition de voile
- 2021 : 1er du championnat TF35 Trophy
- 2017 : 1er du championnat European Tour en GC32
- 2014 : 3ème place du championnat Extreme sailing series en X40
- 2012 : 1er du championnat D35 Trophy